# Hệ thần kinh giao cảm
Hệ thống thần kinh giao cảm (tiếng Anh: sympathetic nervous system (SNS)) là một trong hai phần chính của Hệ thần kinh tự chủ, những bộ phận khác bao gồm hệ thần kinh đối giao cảm (parasympathetic nervous system (PSNS)) và hệ thần kinh ruột (enteric nervous system(ENS)) . Hệ thống thần kinh tự động hoạt động để điều chỉnh hoạt động vô thức của cơ thể. Quá trình chính của hệ thống thần kinh giao cảm là kích thích phản ứng đánh-hay-tránh của cơ thể. Nó, tuy nhiên, liên tục hoạt động ở mức cơ bản để duy trì cân bằng nội môi. Hệ thống thần kinh đối giao cảm được mô tả là bổ sung cho hệ thần kinh giao cảm, đối giao cảm kích thích cơ thể để "cho ăn và sinh sản" và (sau đó) "nghỉ ngơi và tiêu hóa".

## Từ nguyên
Tên của hệ thống này có thể được bắt nguồn từ khái niệm thông cảm, theo nghĩa của "kết nối giữa các bộ phận", lần đầu tiên được dùng trong y học bởi Galen . Trong thế kỷ 18, Jacob B. Winslow đã áp dụng thuật ngữ đặc biệt cho dây thần kinh .

## Chức năng
| Bộ phận        | Hiệu ứng                                            |
| -------------- | --------------------------------------------------- |
| Con mắt        | Mở rộng con ngươi                                   |
| Trái tim       | Gia tăng nhịp tim và sức mạnh của sự co thắt        |
| Phổi           | Mở rộng tiểu phế quản bằng cách lưu hành adrenaline |
| Mạch máu       | Làm giãn bắp thịt bộ xương (trong súc vật).         |
|                | Co thắt các bộ phận tiêu hóa                        |
| Tuyến mồ hôi   | Kích hoạt bài tiết mồ hôi                           |
| Đường tiêu hóa | Ức chế sự nhu động                                  |
| Thận           | Gia tăng bài tiết renin                             |
| Dương vật      | Ức chế sự cương lên                                 |
| Ống dẫn tinh   | Xúc tiến sự phát tán trước khi xuất tinh            |

Hệ thống thần kinh giao cảm chịu trách nhiệm điều chỉnh lên và xuống trong nhiều cơ chế cân bằng nội môi trong các sinh vật. Các sợi từ SNS phân bố các mô trong hầu hết mỗi hệ thống cơ thể các dây thần kinh, cung cấp ít nhất một số chức năng điều tiết cho những thứ khác nhau như đường kính của con ngươi, vận động ruột (Sự nhu động) và sản lượng và chức năng của hệ tiết niệu . Nó có lẽ được biết đến nhiều nhất vì trung gian phản ứng căng thẳng thần kinh và hóc môn được biết đến như là phản ứng chiến đấu hay chạy trốn. Phản ứng này còn được gọi là phản ứng thần kinh thượng vị (sympatho-adrenal response) của cơ thể, vì các sợi giao cảm preganglionic kết thúc trong tủy thận (các sợi giao cảm khác cũng vậy) tiết acetylcholine, kích hoạt sự bài tiết adrenaline (epinephrine) và ít hơn, noradrenaline (norepinephrine) từ nó. Do đó, phản ứng này hoạt động chủ yếu trên hệ thống tim mạch là trung gian trực tiếp thông qua các thúc đẩy truyền qua hệ thần kinh giao cảm và gián tiếp thông qua catecholamines được bài tiết từ tuyến thượng thận.
Hệ thống thần kinh giao cảm chịu trách nhiệm cho việc cung cấp chất liệu cho cơ thể khởi động, đặc biệt là trong các tình huống đe dọa sự sống còn. Một ví dụ của cung cấp này là trong những khoảnh khắc trước khi thức dậy, trong đó dòng chảy giao cảm tự phát gia tăng lên để chuẩn bị cho hành động.
Sự kích thích hệ thống thần kinh giác cảm gây co thắt mạch của hầu hết các mạch máu, bao gồm nhiều mạch trong da, đường tiêu hóa, và thận. Điều này xảy ra như là kết quả của sự kích hoạt thụ thể adrenergic alpha-1 bởi norepinephrine được giải phóng bởi các nơ-ron giao cảm post-ganglionic. Các thụ thể này tồn tại trong mạch máu của cơ thể nhưng được ức chế và cân bằng bởi thụ thể adrenergic beta-2 (kích thích bởi sự giải phóng epinephrine từ tuyến thượng thận) trong cơ xương, tim, phổi, và não trong một phản ứng giao cảm - thượng thận. Hiệu quả thuần của việc này là sự tách rời máu khỏi các cơ quan không cần thiết đến sự sống còn của cơ thể và sự gia tăng lưu lượng máu tới các cơ quan có hoạt động thể chất mạnh.

### Cảm giác
Các dây thần kinh hướng tâm (afferent) của hệ thống thần kinh tự chủ, chuyển thông tin cảm giác từ các cơ quan nội tạng của cơ thể trở lại hệ thần kinh trung ương (CNS), không phân chia thành các sợi thần kinh giao cảm và đối giao cảm như các sợi thần kinh ly tâm (efferent). Thay vào đó, các thông tin cảm giác tự chủ được thực hiện bởi các sợi thần kinh tổng quát nội tiết (general visceral afferent fibers).
Các cảm giác chung về nội tạng chủ yếu là cảm giác phản xạ động cơ vô thức từ các cơ quan và tuyến tủy rỗng được truyền đến CNS. Mặc dù các đường phản xạ (reflex arcs) không ý thức thường không phát hiện được, nhưng trong một vài trường hợp, chúng có thể gây cảm giác đau đến hệ thần kinh trung ương. Nếu khoang phúc mạc (peritoneal cavity) bị viêm hoặc nếu ruột đột nhiên bị sưng phù, cơ thể sẽ giải thích kích thích đau ồ ạt như hệ thần kinh somatic. Cơn đau này thường không cục bộ hóa. Đau cũng thường được gọi là dermatomes có cùng mức độ thần kinh cột sống như là khớp thần kinh cảm giác bên trong.

### Mối quan hệ với hệ thần kinh đối giao cảm
Cùng với thành phần khác của hệ thống thần kinh tự chủ, hệ thần kinh giao cảm, hệ thần kinh đối giao cảm hỗ trợ trong việc kiểm soát hầu hết các cơ quan nội tạng của cơ thể. Phản ứng với sự căng thẳng - như trong đáp ứng trốn chạy hay chiến đấu - được cho là kháng cự lại với hệ thống đối giao cảm, thông thường hoạt động để thúc đẩy duy trì cơ thể khi nghỉ ngơi.

## Rối loạn
Khi suy tim, hệ thần kinh giao cảm làm tăng hoạt động của nó, dẫn đến tăng lực co bóp cơ, làm tăng lượng máu bơm vào, cũng như sự co thắt mạch máu ngoại biên để duy trì huyết áp. Tuy nhiên, những ảnh hưởng này đẩy nhanh sự tiến triển của bệnh, cuối cùng tăng tỷ lệ tử vong trong suy tim .
Sympathicotonia là một tình trạng kích thích  của hệ thống thần kinh giao cảm, được đánh dấu bởi co thắt mạch , huyết áp tăng cao, và nổi da gà.